# 田所ちさ
田所 ちさ（たどころ ちさ、1973年9月26日 - ）は、日本の女優、声優。オフィスMORIMOTO所属。茨城県出身。
役者として活動する以前は幼稚園教諭であった。

## 出演作品

### テレビアニメ
2002年
- こちら葛飾区亀有公園前派出所（女子大生）
- 真・女神転生Dチルドレン ライト&ダーク（コッペリア）

2004年
- 愛してるぜベイベ★★（女子A）
- スクールランブル（2004年 - 2006年、結城つむぎ） - 2シーズン

### OVA
- スクールランブル 一学期補習（2005年、結城つむぎ）

### ゲーム
- スクールランブル二学期 恐怖の(?)夏合宿! 洋館に幽霊現る!? お宝を巡って真っ向勝負!!!の巻（2006年、結城つむぎ）

### テレビドラマ
- ソドムの林檎〜ロトを殺した娘たち（2013年3月23日 - 4月13日、WOWOW）
- 世にも奇妙な物語'16春の特別編「通いの軍隊」（2016年5月28日、フジテレビ）
- サチのお寺ごはん 第6話（2017年8月21日、メ〜テレ）
- 名刺ゲーム 第2話（2017年12月9日、WOWOW）
- #ハッシュタグ 第1話（2018年2月13日、TOKYO MX）
- 海月姫 第6話（2018年2月19日、フジテレビ）
- BG〜身辺警護人〜 第8話（2018年3月8日、テレビ朝日）

### ウェブドラマ
- 火花 第1話（2016年6月3日、Netflix）

### 映画
- FASHION STORY -Model-（2012年11月17日）
- つやのよる（2013年1月26日）
- 箱入り息子の恋（2013年6月8日）
- 家族ごっこ「佐藤家の通夜」（2015年8月1日）
- ガールズ・ステップ（2015年9月12日）
- 下衆の愛（2016年4月2日）
- U-31（2016年8月27日）
- 獣道（2017年7月15日）
- アリーキャット（2017年7月15日）
- あゝ、荒野 前篇（2017年10月7日）
- いぬやしき（2018年4月20日）
- 母さんがどんなに僕を嫌いでも（2018年11月16日）
- 銃（2018年11月17日）
- JKエレジー（2019年8月9日）
- WE ARE LITTLE ZOMBIES（2019年6月14日）
- いのちスケッチ（2019年11月15日）
- ミドリムシの夢（2019年11月16日）
- AI崩壊（2020年1月31日）

### オリジナルビデオ
- 流し屋 鉄平（2015年）

### 舞台
- PLANET RUNNER『PIECE〜失われた欠片〜』（アンジィ）
- PLANET RUNNER『桜ちる季節に君がいた』（アキ）
- PLANET RUNNER『雪月花 Setsu Getsu Ka』（大島咲希）
- PLANET RUNNER『Aの鼓動』（一之瀬飛鳥）